# Ferdinand Bauer
Ferdinand Lucas Bauer ( 20 de enero de 1760 – 17 de marzo de 1826) fue un ilustrador botánico y botánico austríaco que fue de expedición con el grupo científico de Matthew Flinders a Australia.
Fue hijo de un pintor oficial de la corte del Príncipe de Liechtenstein, Lucas Bauer, (?-1761), y hermano de los pintores Josef Anton, y Franz Bauer. El hijo mayor sucedió a su padre en la corte, y Ferdinand y Franz ganarían experiencia con Norbert Boccius (1729-1806), un practicante de Medicina con un cruce en Botánica. Ferdinand y su hermano contribuyen con una serie de miniaturas botánicas, la primera cuando tenía 15 años. Continuó su educación en la Universidad de Viena, bajo la supervisión del botánico y artista Nikolaus von Jacquin. Fueron introducidos en el campo del microscopio, y cubrieron con talento los más pequeños detalles.
Las vidas de Ferdinand y de Franz cambian dramáticamente al seguir la oferta de dos eminentes científicos ingleses: Ferdinand se va al exterior en 1786 luego de encontrarse con el Profesor de Oxford John Sibthorp, van de expedición al este de la cuenca del Mediterráneo, y más tarde produce las ilustraciones para Flora Graeca a partir de esquemas y especímenes. Bauer luego explora Australia con Matthew Flinders como dibujante botánico, recomendado por Joseph Banks. Realiza 700 dibujos de la flora y de la fauna, en julio de 1802, y un año después ya tiene 600 más. Cuando Flinders suelta velas a Bretaña, Bauer permanece en Sídney y toma parte en expediciones a Nueva Gales del Sur y a la isla Norfolk.
En 1813 Bauer comienza su Illustrationes Florae Novae Hollandiae que no tiene éxito financiero, parcialmente debido a la falta de colorido de los dibujos. Retorna a Austria en agosto de 1814, pero continuará con mucho trabajo para las publicaciones inglesas, incluyendo a Pinus de Lambert y a Digitalis de Lindley, etc.
Fallece el 17 de marzo de 1826.

## Honores
Su nombre Bauer ha sido perpetuado en varias especies australianas, y en accidentes geográficos como Cabo Bauer en la costa australiana.
- La abreviatura «F.L.Bauer» se emplea para indicar a Ferdinand Bauer como autoridad en la descripción y clasificación científica de los vegetales.[1]